# Гайдекрайс (район)
Гайдекрайс (нім. Heidekreis) — район у Німеччині, у складі федеральної землі Нижня Саксонія. Адміністративний центр — місто Бад-Фаллінгбостель.

## Історія
Район був утворений 1977 року злиттям районів Зольтау і Фаллінгбостель, отримавши назву Зольтау-Фаллінгбостель. 1 серпня 2011 року був перейменований на Гайдекрайс.

## Населення
Населення району становить 142 912 осіб (станом на 31 грудня 2021).

## Адміністративний поділ
Район складається з одного міста і 13 громад (нім. Mitgliedsgemeinden), об'єднаних в 3 об'єднань громад (нім. Samtgemeinden), а також 5 міст і 4 громад, які до складу таких об'єднань не входять.
Дані про населення наведені станом на 31 грудня 2021. Зірочками (*) позначені центри об'єднань громад.
| Самостійні громади: 1. Бад-Фаллінгбостель (місто) (12209) 2. Біспінген (6410) 3. Бомліц (Невірний параметр metadata 03358004) 4. Вальсроде (місто) (Невірний параметр metadata 03358022) 5. Вітцендорф (4156) 6. Зольтау (місто) (21309) 7. Мунстер (місто) (15059) 8. Ноєнкірхен (5680) 9. Шневердінген (місто) (18964) |

| Об'єднання громад: - 1. Альден (6961) 1. Айкело (794) 2. Альден (1553) 3. Гадемсторф (867) 4. Годенгаген * (3108) 5. Гретем (639) - 2. Ретем/Аллер (4572) 1. Беме (919) 2. Гойслінген (776) 3. Ретем (місто) * (2352) 4. Франкенфельд (525) | - 3. Швармштедт (13138) 1. Бухгольц (Аллер) (2142) 2. Гільтен (1231) 3. Ессель (1202) 4. Ліндведель (2729) 5. Швармштедт * (5834) |